# Коањијер
Коањијер (фр. Coignières) насеље је и општина у Француској у региону Париски регион, у департману Ивлен која припада префектури Рамбује.
По подацима из 2011. године у општини је живело 4476 становника, а густина насељености је износила 522,5 становника/km². Општина се простире на површини од 8,27 km². Налази се на средњој надморској висини од 169 метара (максималној 178 m, а минималној 99 m).

## Демографија
| 1962. | 1968. | 1975. | 1982. | 1990. | 1999. | 2011. |
| ----- | ----- | ----- | ----- | ----- | ----- | ----- |
| 782   | 987   | 1.799 | 3.786 | 4.157 | 4.321 | 4.476 |

График промене броја становника у току последњих година